# Dandelion Productions
Данделион продакшон (енгл. Dandelion production INC) филмска је продуцентска кућа са седиштем у Лос Анђелесу и Београду. Један од власника ове куће је српски сценариста, продуцент и редитељ Предраг Гага Антонијевић.

## Филмографија
- Заспанка за војнике (2018)
- Дара из Јасеновца (2020)
- Певачица (ТВ серија) (2021-)
- Убице мог оца (2017—)
- Државни службеник (2019-)
- Бунар (серија) (2022-)
- Дара из Јасеновца (мини-серија) (2023)
- Рингишпил (серија) (2024

## Пројекат у припреми
- Баш Челик (серија)
- Мост — римејк истоименог филма из 1969